# 京畿道

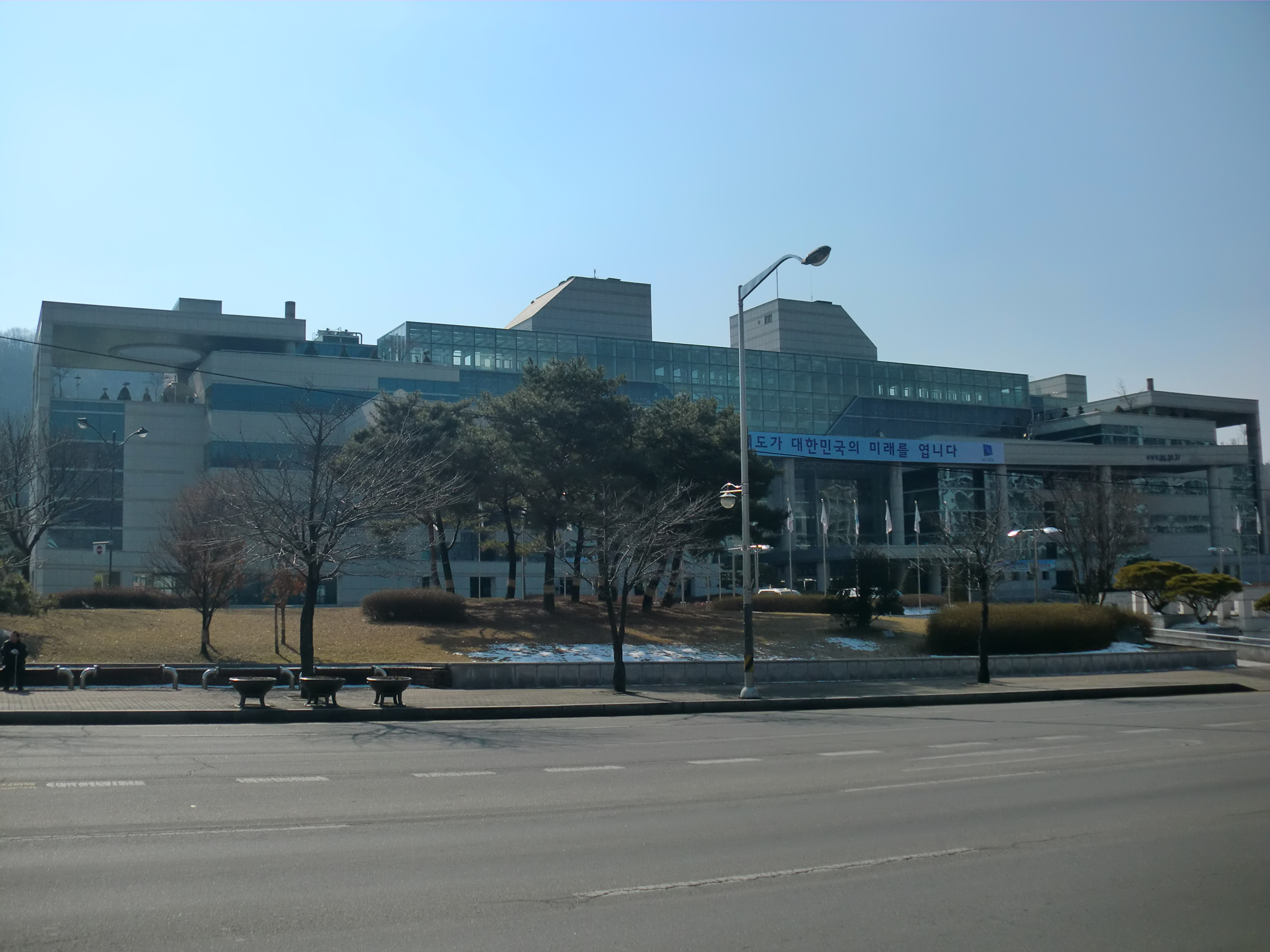
京畿道庁北部庁舎

京畿道（キョンギド、けいきどう、朝: 경기도）は、大韓民国北西部、朝鮮半島中西部に位置する道である。
朝鮮八道における「京畿道」からソウル特別市と仁川広域市、および朝鮮民主主義人民共和国の統治範囲を除いた地域。道庁所在地は水原市。
人口はソウル特別市より多く、韓国で最も人口の多い広域自治体である。首都ソウル（京城）と港町仁川をつなぐことで栄えてきた地域である。

## 歴史
京畿道は紀元前18年、三国時代から政治的に大変重要な場所だった。三国の一つであった百済の始祖温祚王が河南の慰礼城を首都に定めて以来、5世紀半ば漢江流域は高句麗に併合されたが、553年（真興王14年）新羅の領土となった。その後、三国を統一した統一新羅の全国9州のうち、今の京畿地域はハンサンジュ（漢山州）と称されるようになった。
統一新羅の次の王朝である高麗の太祖王建が開城を首都に定めてからは、京畿地域は歴史の中心舞台として浮上した。1018年（高麗顕宗9年）から当地域を正式に「京畿」と呼ぶようになった。そして朝鮮時代には、太祖李成桂が首都を漢陽に定めた後京畿地域を再調整し、太宗・世宗時代からは広州・水原・驪州・安城を含む東南地域が京畿に移属されるなど、現在の京畿道とほぼ同じ行政区域となった。1895年からは従来の行政区域が改編され新しく二十三府制が実施されることになり、京畿道は漢城府、仁川府、忠州府、公州府、開城府領域に属するようになった。
日本統治時代には1910年10月1日、従来の漢城府が京畿道に編入され京城府に改称されることになり、道庁が設置された。終戦と同時に大韓民国政府が発足し、1946年京畿道から首都ソウル特別市が分離され、京畿道の一部地域がソウル特別市に編入された。1967年には京畿道の道庁所在地がソウル特別市から水原市へと移された。1981年京畿道から仁川市が分離され、1989年と1995年金浦郡の一部、甕津郡、江華郡などの京畿地域が仁川広域市に編入された。

## 地理
京畿道は、朝鮮半島の中央西側の東経126度と127度、北緯36度と38度の間に位置しており、面積は国土全体の10.2%の10,114km2である。北は86kmの休戦ラインを挟んで黄海北道、黄海南道、江原道、西は黄海(413km)に面しており、東には江原特別自治道、南には忠清北道、忠清南道と隣接している。その中央には韓国の首都・ソウル特別市が位置している。道庁所在地は水原市であるが、北部地域の行政上の便宜を図るため議政府市にも「北部庁舎」（旧称：第2庁舎）が設置されている。

### 気候
京畿道の気候は、夏と冬の気温差が激しい大陸性気候であり、はっきりした四季がある。春は暖かく、夏は高温多湿。秋は涼しく、冬は寒くて雪が降る。年平均気温は11 ℃から13 ℃であり、北東部の山岳地帯が低く、南西側の海岸地域が少々高い。1月の平均気温は京畿湾付近が-3 ℃、南漢江流域が-3 ℃から-4 ℃である。北漢江と臨津江流域が-4 ℃から-5 ℃と海岸から内陸に行くほど冷たく気温の差が大きくなる。特に北朝鮮との休戦ラインに近い東豆川市や坡州市、南東部の山岳地帯にある楊平郡などは寒さが厳しい。夏は冬に比べ地域差が少なく、内陸地方は京畿湾付近より高いほうである。一番暑いところは平沢市で、8月の平均気温が26.5 ℃である。
年平均降水量は1,100mm内外と夏は雨の量が多く、冬は乾燥した日が続き降水量が少ない。北東部内陸地方である北漢江流域と臨津江上流は、降水量が1,300mmから1,400mmと海岸地方の900mmより多い。
1月の平均気温：
ソウル（-2.5℃）　仁川（-2.4℃）　水原（-3.2℃）　利川（-3.9℃）　楊平（-4.9℃）　江華（-3.9℃）
8月の平均気温：
ソウル（25.4℃）　仁川（24.9℃）　水原（25.2℃）　利川（24.8℃）　楊平（24.6℃）　江華（24.4℃）

### 自然・国立公園
京畿道は、東から西へ流れる漢江により南北に分かれているのが特徴である。漢江地域の北側は主に山が多く、南側は平野が広がる。
京畿道の地形は東高西低に代表されるが、広州山脈と車嶺山脈が東のほうに伸びて次第に低くなり、西には金浦平野、京畿平野、平澤平野が広がっている。
京畿道は川と湖、山と海の美しい自然に恵まれている。代表的な川である漢江、臨津江、安城川などが黄海に流れ込み、京畿平野、延白平野、安白平野などが川の周辺に肥えた平野地帯を形成している。京畿道には中国方向に伸びている広州山脈と車嶺山脈などがある。広州山脈には明智山 (1,267m) ・国望峰 (1,168m) ・龍門山 (1,157m) など1000mを超える高い山が多くある。花崗岩地帯が発達しているため、花崗岩の剥離作用による奇岩絶壁が美しく谷が深い。車嶺山脈は忠清北道と境を接しており、比較的高度の低い丘陵性山地である。
京畿道内の国立公園としては、議政府に位置する北漢山国立公園があり、道立公園としては祝霊山自然休養林、南漢山城道立公園、加平・恋人山道立公園、ムルヒャンギ樹木園 などがある。その他にも東豆川市の逍遥山、楊平郡の龍門山、安養市・果川市の冠岳山などの名山や漢江・臨津江など美しい自然景観に恵まれている。

## 人口分布
京畿道は韓国の近代化および都市化に伴い人口が急激に増加した地域と言える。1960年には274万8765人、1970年には329万6950人、1980年には493万3862人、1992年には661万9629人、2000年には898万2298人、2009年には1154万9091人へと増加した。2009年現在所帯数は428万4475所帯、所帯当たりの人口数は2.7人、人口密度は全国平均492人/km2より高い1134人/km2である。
2014年現在、人口数が最も多い地域が水原市の120万1564人である。その次は、高陽市（100万2152人）、城南市（97万357人）の順となっている。人口が一番少ない地域は漣川郡の4万5578人であり、加平郡（5万6815人）、果川市（6万1123人）の順である。なお、人口密度が最も高い地域は富川市の1万6269.7人/km2である。

## 経済
京畿道は首都ソウルの背後生産団地として電子、機械、重化学、鉄鋼などの重工業と繊維などの軽工業、農畜水産、林業などの各種産業が発達している。近年、高賃金などの影響で韓国経済における各種製造業の割合が低く、従来の産業構造を現代的に改善するため、京畿道も多角的に取り組んでいる。京畿道は先端IT産業とデザイン、コンベンション、観光などソフト競争力中心のサービス産業の育成と、平沢港を活用した北東アジアの貿易ハブとして成長するため、積極的に投資を行っている。その他にも、利川米や陶磁器などが特産品として長く知られており、水原のサムスン半導体、坡州のLG-LCD団地、利川のハイニックス半導体など韓国を代表するグローバルIT企業の製造拠点が多数立地している。

## 知事及び議会
- 京畿道知事：1961年の5・16軍事クーデターで地方自治が停止されて以降、知事を含めた市・道の首長は国による任命制となっていたが、民主化後の1995年に地方自治体首長の公選が復活した。以後1998年、2002年、2006年、2010年、2014年、2018年に選挙が行われている。
  - 36代（民選八期）：金東兗（김동연　キム・ドンヨン、2022年7月1日～）
  - 代行：呉秉権（오병권　オ・ビョングォン、2021年10月26日〜2022年6月30日、行政担当第一副知事による職務代行）
  - 35代（民選七期）：李在明（이재명　イ・ジェミョン、2018年7月1日～2021年10月25日）
  - 34代（民選六期）：南景弼（남경필　ナム・ギョンピル、2014年7月1日～2018年6月30日）
  - 33代（民選五期）：金文洙（2010年7月1日～2014年6月30日）
  - 32代（民選四期）：金文洙（김문수 キム・ムンス、2006年7月1日～2010年6月30日）
  - 31代（民選三期）：孫鶴圭（손학규 ソン・ハッキュ、2002年7月1日～2006年6月30日）
  - 30代（民選二期）：林昌烈（임창열 イム・チャンヨル、1998年7月1日～2002年6月30日）
  - 29代（民選一期）：李仁済（이인제 イ・インジェ、1995年7月1日～1997年9月18日）

出典：「歴代道知事」（京畿道ホームページ）
- 道議会：142議席（地域区129＋比例代表13）地域区は小選挙区制。

| 選挙別内訳 | 地域区   | 140 | 70 | 68 | 2 |
| 選挙別内訳 | 比例代表 | 15  | 7  | 8  | 0 |
出典：“京畿道議会ホームページ”（2018年10月21日閲覧）。

## 行政区域

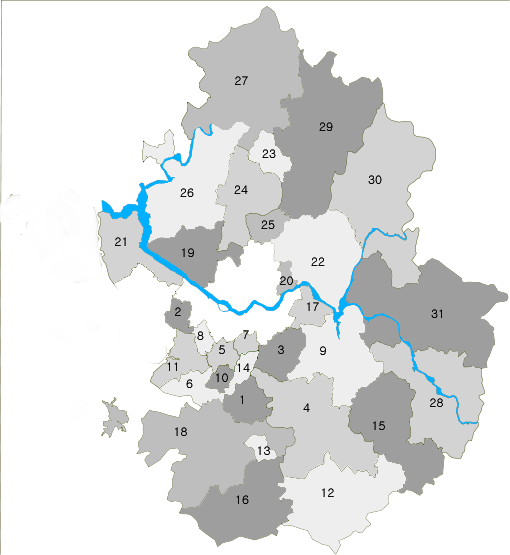
京畿道の行政区域

京畿道は2013年9月現在、28市3郡（未収復地域を除く）で構成されている。そのうち19市が南部に、9市3郡が北部にある。

### 市
1. 水原市
  - 勧善区
  - 霊通区
  - 長安区
  - 八達区
2. 富川市
3. 城南市
  - 寿井区
  - 中院区
  - 盆唐区
4. 龍仁市
  - 水枝区
  - 器興区
  - 処仁区
5. 安養市
  - 万安区
  - 東安区
6. 安山市
  - 檀園区
  - 常緑区
7. 果川市
8. 光明市
9. 広州市
10. 軍浦市
11. 始興市
12. 安城市
13. 烏山市
14. 義王市
15. 利川市
16. 平沢市
17. 河南市
18. 華城市
19. 高陽市
  - 徳陽区
  - 一山東区
  - 一山西区
20. 九里市
21. 金浦市
22. 南楊州市
23. 東豆川市
24. 楊州市
25. 議政府市
26. 坡州市
27. 抱川市
28. 驪州市

### 郡
29. 漣川郡
30. 加平郡
31. 楊平郡

### 未収復地域

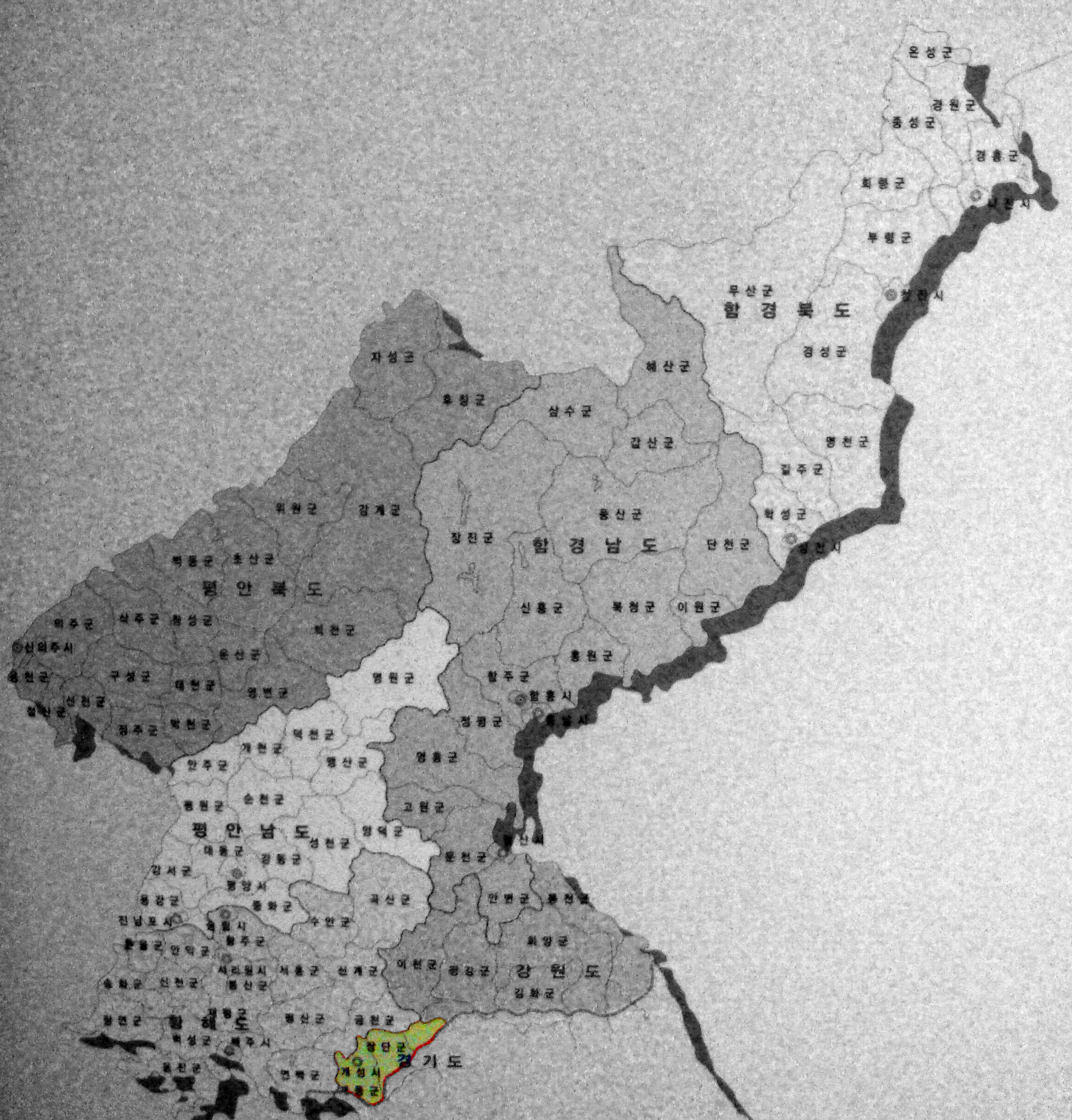
未収復京畿道

韓国の京畿道のうち、軍事境界線以北の北朝鮮実効支配地域に存在する名目上の行政区画で、1市2郡がある。以北五道委員会に属する市長・郡守が置かれている。
北朝鮮の行政区画では黄海北道および開城特別市に属する。
- 開城市
- 開豊郡
- 長湍郡
- このほか、漣川郡の一部も未収復地域（北朝鮮の行政区画では江原道に属する）となっている。

## 交通
京畿道は国際的な航空交通が非常に発達している。韓国の関門である仁川国際空港が近いうえ、第2の国際空港である金浦国際空港も近い。韓国最初の鉄道の京仁線と最初の高速道路の京釜高速道路、京仁高速道路が通過する地域として、ソウル大都市圏および首都圏に属しソウル市と緊密に連携しているため、交通アクセスが至便である。
道路の舗装率は平均86.5%に達しており、またソウル市を中心とした鉄道網も発達している。地下鉄1号線と直通する首都圏電鉄1号線は、南は安養市・水原市・平沢市などを経て忠清南道牙山市まで、北は議政府市を経て東豆川市まで運行している。また、3号線は北部の高陽市まで、4号線は果川市を経て始興市まで、7号線は北は議政府市から南は富川市まで、8号線は城南市まで運行している。このほか、ソウル市城東区の往十里駅から城南市・龍仁市を経て水原市まで結ぶ盆唐線もある。さらに、坡州市の臨津江駅から高陽市・ソウル市・九里市・南楊州市を経て楊平郡の砥平駅へ至る京義・中央線、ソウル市中浪区上鳳駅から九里市・南楊州市・加平郡を経て江原特別自治道春川市の春川駅へ至る京春線などもある。平沢港を利用する船舶の割合も高いが、それはソウル市をはじめとする隣接地域が輸出入などの貿易の門戸として重要な役割を担っているためである。

## 教育

### 大学校
国立
- 韓京国立大学校

私立
- 江南大学校
- 京畿大学校
- 暻園大学校
- 慶熙大学校
- 檀国大学校
- 大真大学校
- ルター大学校
- カトリック大学校
- 明知大学校
- ソウル神学大学校
- ソウル長老神学大学校
- 聖潔大学校
- 水原カトリック大学校
- アセア連合神学大学校
- カルビン大学校
- 水原大学校
- 新京大学校
- 亜洲大学校
- 安養大学校
- 龍仁大学校
- 中央大学校
- 平沢大学校
- 抱川中文医科大学校
- 韓国産業技術大学校
- 韓国外国語大学校
- 韓国航空大学校
- 漢北大学校
- 韓世大学校
- 韓神大学校
- 漢陽大学校
- 協成大学校

## 文化

### 史跡
京畿道は、長い間首都として栄えた歴史を持っているため、遺跡地が多く残っている。王陵として九里市の東丘陵、南楊州市の光陵と洪陵、裕陵などがあり、城郭としては世界遺産に登録された水原市の華城や南漢山城、幸州山城、江華山城などがある。龍仁市の韓国民俗村では民俗文化を、坡州市の板門店では韓国の分断の悲しみが実感できる。

### 公演・美術
水原・京畿道文化の殿堂や龍仁・京畿道国楽堂では多様な公演が行われており、龍仁・京畿道博物館、白南準アートセンター、安山市の京畿道美術館、広州市の陶磁博物館などは、道で設立・運営している施設である。その他にも長興アートパーク、 坡州市のヘイリ出版芸術団地、利川市の陶磁器エキスポなどが有名である。

### スポーツ
水原ワールドカップ競技場では2002年日韓ワールドカップの試合が行われた。KリーグクラブではFC安養、安山グリナースFC、富川FC 1995、金浦FC、華城FC、城南FC、水原FC、水原三星ブルーウィングスの8クラブが京畿道を縁故地（ホームタウン）としている。
野球のKBOリーグにKTウィズが所在するほか、ファームリーグであるKBOフューチャースリーグに斗山ベアーズの二軍、LGツインズの二軍、高陽ヒーローズ（キウム・ヒーローズの二軍）が所在する。
バレーボールのVリーグには、男子は議政府KB損害保険スターズ、水原韓国電力ビクストーム、安山OK金融グループ・ウッメンがあり、女子は水原現代建設ヒルステートとIBK企業銀行アルトスが所在。
バスケットボールは男子の韓国バスケットボールリーグ（KBL）は安養正官庄レッドブースターズ、高陽ソノ・スカイガンナーズ、水原KTソニックブームが、女子の韓国女子バスケットボールリーグ（WKBL）は富川ハナ銀行と龍仁サムスン生命ブルーミンクスが所在。
また、果川市にソウル競馬場、光明市に光明ドーム競輪場、河南市に競艇の渼沙里漕艇競技場が所在する。

## 観光

### アミューズメント
京畿道には有名なテーマパークとリゾートが多くある。来場者数ベース世界10大テーマパークに選ばれたエバーランドが龍仁市に位置しており、高陽市には韓流コンテンツのテーマパーク、韓流ウッドが形成中である。国立現代美術館と動物園などがある果川・ソウル大公園、龍仁・韓国民俗村なども家族連れの観光客が多く訪れる施設である。その他にも、京畿道にはソウルの人口を狙って、有名スキー場とゴルフリゾートが多数立地しており、利川市・温泉も大変有名である。

### グルメ
京畿道には古くから利川市の米、楊平郡の韓国牛、水原市のカルビや宮中料理、西海岸の新鮮な海鮮料理などが広く知られている。

### 祭り
京畿道の祭りは2004年ベース計49個である。
| 地域     | 名前                       | 開催時期 | 主な内容 | 主催/主管                                                |
| -------- | -------------------------- | -------- | --- | -------------------------------------------------------- |
| 水原市   | 水原・華城文化祭           | 10月     | 正祖大王がお墓参りに行く時の行列、華寧殿の献茶礼、 恵慶宮洪氏の還暦祝いを再現、昔の役人人用試験の再現 全国主婦伝統楽器祭り、伝統旗展、文化芸術祝典、国際料理フェスティバル、華城スケッチ大会 | 水原市、華城文化祭執行委員会                             |
| 水原市   | KBSドラマフェスティバル    | 8月~10月 | KBS Magic、Studio Tour、デジタル映像機器、公開放送、時代再現劇、全国アマチュア映像展 | 水原市、KBS                                              |
| 城南市   | 城南世界民俗芸術祭り       | 5月      | 12カ国400人余りの公演団が参加する世界民俗舞踊、音楽、衣装フェスティバル | 城南市/（株）キョンピョン・インターナショナル            |
| 城南市   | 城南文化芸術祭             | 10月     | 国際舞踊・音楽・演劇・映画フェスティバル、美術作品展・写真作品展・市民対象詩文コンテスト、市民喉自慢大会                                                                                     | 城南市、城南芸総および会員団体                           |
| 城南市   | モラン民俗5日市場祭り      | 4月      | 多様な伝統民俗芸術公演、思い出の歌謡舞台、モダン感覚の芸術公演 | モラン民俗5日市場祭り推進委員会                          |
| 城南市   | 城南芸術村祭り             | 7月      | 蓮および自然学習館観覧展示会、蓮料理および郷土料理コーナー | 蓮祭り推進委員会                                         |
| 安養市   | 安養文化芸術祭             | 5月中    | 美術、音楽、舞踊、演劇など多彩な文化芸術イベント | 安養市 安養文化院および芸総安養支部                      |
| 安養市   | 安養市民祭り               | 10月     | 見物 / 遊びモノ / 買物 / 食べ物の地域祭り | 安養市/安養市民祭り推進委員会                            |
| 高陽市   | 高陽幸州文化祭             | 10月     | 勝戦街頭行進、民俗競演大会、幸州大捷告由祭、幸州大捷慰霊祭 | 高陽市/高陽文化院                                        |
| 富川市   | ボッサコル芸術祭           | 5月      | 学生・市民詩文コンテスト、街頭祭り、映像写真公募展、美術祭、市民喉自慢大会、舞踊祭 子供家族ミュージカル、演劇祭、音楽祭、市民映画祭、市民撮影大会                                            | 韓国芸総富川支部                                         |
| 安山市   | 壇園美術祭（金弘道祭り）   | 10月     | 美術大展：美術公募展、美術鑑賞教室、街頭美術祭 安山金弘道祭り: 壇園広報館、昔の生活用品展示、マダン劇、美術体験、伝統料理など                                                                | 安山市/壇園美術際運営委員会                              |
| 安山市   | 別望城芸術祭               | 9月      | 別望城山祭、「別抄舞」試演、花火大会、青少年演劇祭、国楽大祭典、その他の芸術イベント | 安山市/安山芸総                                          |
| 安山市   | 星湖文化祭                 | 5月      | 星湖崇慕祭、国家重要文化祭公演、京畿民謡合唱団公演、星湖思想学術大会、その他のイベント | 安山市/安山文化院                                        |
| 議政府市 | 統一芸術祭                 | 5月      | 展示会、伝統踊り大公演、ハンマウム市民歌謡祭、詩文コンテスト、現代美術招待展 | 芸総議政府支部                                           |
| 議政府市 | 回龍文化祭                 | 10月     | 王室の「お出まし」再現、展示会、龍舞、マダン劇など | 議政府文化院                                             |
| 議政府市 | 議政府国際音楽劇祭り       | 5月      | 海外団体招聘公演、大学生ショーケース付帯行事、展示会 | 議政府芸術の殿堂                                         |
| 南楊州市 | 茶山文化祭                 | 10月     | 茶山牧民賞授賞式、文芸大会、伝統民俗公演体験イベントなど | 南楊州市/南楊州文化院                                    |
| 南楊州市 | 南楊州野外公演祭り         | 8月      | 国内外の有名団体招聘公演、青少年交流会、体験イベントなど | 南楊州市                                                 |
| 光明市   | 雲山芸術祭                 | 10月     | 国楽祭、美術展、書画展、写真展、詩文コンテスト、学生音楽競演大会、演劇公演、国楽競演大会 | 芸総光明支部・各級協会                                   |
| 光明市   | オリ文化祭                 | 5月      | 李元翼生涯と思想に関する講演会、マダンノリ、絵画大会、ミュージカル、短縮マラソン、伝統仮面踊り（タルチュム）公演                                                                             | 光明文化院                                               |
| 始興市   | ムルワン芸術祭             | 5月      | 国楽ハンマダン祭り、文学など芸術イベント、市民歌謡祭 | 芸総始興支部/始興市庁                                    |
| 始興市   | 連城文化祭                 | 10月     | 児童劇、詩文コンテスト、公開音楽会、チャンスン彫刻およびチャンスン祭り | 始興文化院/始興市庁                                      |
| 軍浦市   | 軍浦市民祭り               | 4月      | 仮装行列、街頭展示、マウル（村）音楽会、シルバーフェスティバル、写真撮影大会など | 軍浦市文化公報課                                         |
| 軍浦市   | ツツジ庭園祭り             | 4月      | 各種展示会および音楽会 | 軍浦市文化公報課                                         |
| 九里市   | 九里漢江菜の花祭り         | 5月      | 蝶々飛ばし、音楽会、市民喉自慢大会、美術、作文コンテスト、写真撮影大会、青少年ロックコンサート                                                                                               | 九里市/韓国芸総九里市部                                  |
| 九里市   | 九里コスモス祭り           | 9月      | 前夜祭、中国技芸団サーカス、野外映画鑑賞、微笑み写真撮影、各種体験行事など | 九里市/韓国芸総九里市部                                  |
| 河南市   | 河南イソン文化祭り         | 9月      | 公開放送誘致、道立劇団公演、市民団体公演、市民参加の場 | 河南市庁/河南文化院                                      |
| 義王市   | 義王白雲芸術祭             | 10月     | 義王古道歩き、私も芸術家、詩文コンテスト、写生大会、童話口演、人形劇、伝統楽器公演、伝統玩具作り、ギター公演など                                                                             | 義王白雲芸術祭推進委員会                                 |
| 義王市   | 義王鉄道祭り               | 5月      | 鉄道関連行事、各種公演など | 義王市/義王市祭り推進委員会                              |
| 安城市   | 安城男寺党バウドギ祭り     | 9月      | 学術大会、飴屋遊び、仮面遊び競演、綱渡り競演、バウドギ広報館、男寺党ノリ6マダン、街頭劇、総合劇、マダン劇、民俗市場および家畜市場の再現                                                      | 安城市                                                   |
| 安城市   | 安城竹山国際芸術祭         | 6月      | 世界の有名芸術家の舞踊、音楽、創作公演、アバンガルド作品展、作家と一緒につくる、映像展 | 社団法人「ウッヌンドル」                                 |
| 安城市   | 竹山子供祭り               | 5月      | 子供専用劇一日二回公演、体験 | 祭り劇団「ムチョン」                                     |
| 楊州市   | 楊州伝統文化芸術祭り       | 5月      | 無形文化財および伝統民俗芸術団体公演 | 楊州市/祭り推進委員会                                    |
| 楊州市   | 楊州文化祭り               | 10月     | 伝統民俗芸術公演および参加イベント、付帯行事 | 楊州市/祭り推進委員会                                    |
| 烏山市   | 禿山城文化芸術祭           | 9月      | 文化公演など芸術行事、市民参加の場 | 烏山市/烏山文化院                                        |
| 驪州市   | 世宗文化祭                 | 10月     | 市民音楽会、ハングル詩文コンテスト、皇后お出まし、各種展示会、全国写真公募展 | 驪州市、驪州文化院 芸総驪州支部                          |
| 驪州市   | 驪州陶磁器博覧会           | 5月      | 陶磁器販売イベント、伝統窯の火入れ、展示・公演および体験イベント | 驪州市、驪州陶磁器博覧会                                 |
| 驪州市   | 驪州ジンサン名品展         | 10月     | ジンサン農産物展示、優秀農産物販売、国際サツマイモ料理大会、農業体験イベント（サツマイモツアー）                                                                                             | 驪州ジンサン名品展推進委員会 驪州市農業技術センター      |
| 驪州市   | 明成皇后追慕祭             | 10月     | ヨンサン祭、ヘウォン祈祷会 | 驪州市、驪州文化院                                       |
| 坡州市   | 栗谷文化祭                 | 9月      | 紫雲書院 追悼会、学術シンポジウム、儒家行列再現、栗谷＆漢詩文コンテスト、郷土作家招待展、書画展など                                                                                          | 坡州市/坡州文化院                                        |
| 坡州市   | 坡州子供図書展             | 10月     | 図書展示および販売図書文化展、セミナー、ノリマダン、体験学習など | 坡州市、坡州出版団地                                     |
| 坡州市   | ヘイリ・フェスティバル     | 10月     | ヘイリにて美術および造形作品展示、建築観光、パフォーマンス、打楽、舞踊、演劇、クラシックジャズ、工房教室など                                                                                 | 坡州市、坡州建設委員会、ヘイリ・フェスティバル組織委員会 |
| 坡州市   | 坡州芸術祭                 | 5月      | 音楽公演、国楽公演、文学セミナー、詩文コンテスト、美術協会会員展 | 坡州市/坡州芸総                                          |
| 利川市   | 雪峯文化祭                 | 10月     | 展示会、文芸行事、慶祝イベント、民俗行事 | 祭り推進委員会/利川文化院                                |
| 利川市   | 利川陶磁器祭り             | 8、9月   | 展示会、販売行事、公演イベント | 利川市/祭り推進委員会                                    |
| 利川市   | 利川長湖院桃祭り           | 9月      | 民俗イベント、文芸行事、セミナー、和合イベント | 祭り推進委員会/東部果樹農協                              |
| 利川市   | 利川米祭り                 | 10月     | 民俗遊び、田舎市場、農機械展 | 利川市/祭り推進委員会                                    |
| 利川市   | 利川栢沙サンシュユ花祭り   | 4月      | 文芸行事 | 祭り推進委員会/栢沙面、利川芸総                          |
| 金浦市   | 重峰文化芸術祭             | 9月      | 重峰趙憲(チョ・ホン)先生追慕祭、音楽会、歩行者天国、優秀伝統民俗芸術試演、農産物直接取引市場の運営、食品市場運営など                                                                         | 金浦市/推進委員会                                        |
| 抱川市   | 山井湖鳴声山ススキ祭り     | 10月     | ロマンの饗宴、伝統の調和、鳴声山登山大会、歌手王選抜大会、英雄誕生、伝統民俗遊び、抱川広報館、名品館                                                                                         | 抱川市                                                   |
| 広州市   | 広州王室陶磁器祭り         | 5月      | 陶磁博物館展示、ショッピングモール、土体験、陶磁オークション、伝統窯の火入、茶礼試演 | 広州市/広州王室陶芸組合                                  |
| 広州市   | 南漢山城文化祭             | 9月      | 王様行列、伝統舞踊公演、文化体験学校、城郭巡礼、山城ツアー | 広州市 南漢山城文化祭推進委員会                          |
| 楊平郡   | 清水サラン（愛）芸術祭     | 6月      | 森の音楽会、清水サランコンサート、能楽ノリ、合唱団公演、詩朗読会、その他付帯行事 | 楊平郡/清水サラン実践協議会                              |
| 楊平郡   | 白雲文化祭                 | 9月      | 龍門山霊祭礼、揮毫大会、写生大会、伝統楽器競演大会、民俗ノリ（遊び）など | 楊平郡/楊平文化院                                        |
| 楊平郡   | イチョウ祭り               | 9月      | 家族写真撮影大会、龍門山イチョウ祭、仏教伝統文化試演、森の音楽会など | 楊平郡                                                   |
| 楊平郡   | 世界サムルノリ競演大会     | 9月      | 世界サムルノリ競演＆公演 | 楊平郡/サムルノリ（伝統楽器）ハンウリム                  |
| 果川市   | 果川ハンマダン祭り         | 9月      | 国内外招聘文化体験10種類、花卉展示、食べ物市場など | （財）果川ハンマダン祭り                                 |
| 東豆川市 | 東豆川ロックフェスティバル | 8月      | 高等部、大学部競演および専門ロックグループ公演 | 東豆川ロックフェスティバル組織委員会                     |
| 加平郡   | 恋人山祭り                 | 5月      | パレードおよび前夜祭、統一・繁栄・豊作祈祷祭、野花展示、伝統料理試演 | 加平郡/加平郡恋人山祭り推進委員会                        |
| 加平郡   | 北漢江祭り                 | 9月      | 北漢江レース、漕艇競技、自然保護歩き大会、モーターサイクル大会、国際ジャズフェスティバル | 加平郡/加平郡祭り推進委員会                              |
| 漣川郡   | 漣川・全谷里旧石器祭り     | 5月      | 旧石器体験、穴倉作り、仮想遺跡発掘パフォーマンス、先史時代体験 | 漣川郡/旧石器祭り推進委員会                              |

## 出身者
- ミニョン、アイドル、ミュージシャン（Brave Girls）（城南市）
- ユナ、アイドル、ミュージシャン（Brave Girls）（富川市）
- ジウ（NMIXX）（南楊州市）
- ギュジン（NMIXX）（城南市盆唐区）

## 姉妹州
- ガウテン州
- 北ホランド州
- 台北市
- モスクワ州
- メキシコ州
- バージニア州
- ユタ州
- フロリダ州
- ハタイ省
- 自治体連合
- ヴェストマンランド州
- カタルーニャ州
- 南スラウェシ州
- 愛知県
- 神奈川県
- 広東省
- 山東省
- 遼寧省
- カンポット州
- ブリティッシュコロンビア州
- アルトパラナ州
- クイーンズランド州